# Osantrix
Osantrix (Osserich) – legendarny król Wieletów i jeden z bohaterów Sagi o Dytryku z Berna (Thidrekssaga). 
Według autora sagi Hertnit, ojciec Osantrixa, podbił państwo Willcinaland/Wilzenlant, identyfikowane z Połabiem i obejmujące swoim zasięgiem także Polskę i Ruś. Po swojej śmierci podzielił kraj między trzech synów, z których najstarszy Osantrix otrzymał Połabie (kraj Wieletów), zaś młodszy Waldemar i zrodzony z nieprawego łoża Ilias kolejno Ruś z Polską i Grecję. Osantrix toczył walki z ubiegającym się o rękę jego córki Erki królem Hunów, Attylą. Attyla wysłał na dwór władcy Wieletów swojego posła Rodingeira. Drogą podstępu Rodingeir sprowadził Erkę na dwór swojego pana, a sam Osantrix zginął w oblężonym Brandenburgu.
Zdaniem Jacka Banaszkiewicza postać Rodingeira (Rüdigera von Bechelaren) jest literackim prototypem znanego z Kroniki Wincentego Kadłubka „tyrana lemańskiego”, starającego się o rękę królewny Wandy. U Jana Długosza otrzymał on imię Rytygier. Imię to zaczerpnął polski kronikarz z nieznanego źródła, z którego również dowiedział się o Osserichu, tego zaś skojarzył z Popielem I.